# Paul Ehrlich
Paul Ehrlich (Strehlen, 1854. március 14. – Bad Homburg vor der Höhe 1915. augusztus 20.) zsidó származású német orvos, immunológus, mikrobiológus, a kemoterápia úttörője. Az általa kidolgozott sejtfestési eljárásokkal sikerült kategorizálni a fehérvérsejteket. Az ő laboratóriumában dolgozták ki a szifilisz első hatásos gyógyszerét. 1908-ban I. I. Mecsnyikovval közösen fiziológiai Nobel-díjat kapott az immunológia terén elért eredményeiért.

## Származása
Paul Ehrlich a Poroszországhoz tartozott, alsó-sziléziai, 5000 lakosú Strehlen városkában született, 1854. március 14-én, zsidó családban. Apjának, Ismar Ehrlichnek egy szüleitől örökölt likőrgyára volt és a királyi lottó helyi tisztviselőjeként is dolgozott. Bár Ismar a helyi zsidó közösség oszlopos tagjának számított, egyetlen fiának mégis keresztény nevet, a Pault adta, aki viszont sok más pályatársától (akik karrierjük érdekében névleg protestánsok lettek) eltérően később sem tért át a kereszténységre, bár a zsidó vallási előírásokat sem igen tartotta be. Anyja, Rosa Weigert unokaöccse, Karl Weigert, a vele egykorú Paul jó barátja később neves patológus lett.

## Iskolái és egyetemi karrierje
A breslaui Mária Magdolna Gimnáziumban végezte a középiskolát, itt ismerkedett meg Albert Neisserrel, a leendő neves bakteriológussal, akivel a későbbiekben együtt dolgozott. Orvosi tanulmányait Breslauban, Strassburgban, Freiburg im Breisgauban és Lipcsében végezte. 1878-ban az orvostudományok doktora lett, disszertációjának témája az állati szövetminták festése volt. Abban az évben tanársegédként a berlini egyetemi kórházban kezdett dolgozni, ahol folytatta szövetfestési kísérleteit. Kimutatta, hogy a különböző festékek kémhatásuktól függően kötődnek meg a sejtek granulumaiban és ennek megfelelően a fehérvérsejtek bazofil, acidofil (eozinofil) és neutrofil csoportokra oszthatók.
1882-ben közzétette módszerét, amivel a Robert Koch által abban az évben felfedezett tuberkulózis-kórokozót lehetett festéssel kimutatni. A módszerét továbbfejlesztő Hans Christian Gram két évvel később alkotta meg a Gram-festést, ami a mai napig a baktériumok kimutatásának alapjául szolgál.
Abban az évben tanári állást kapott a berlini egyetem orvosi tanszékén, majd 1887-ben habilitált (témája a szervezet oxigénszükséglete volt) és docenssé, később pedig professzorrá lépett elő.
1883-ban feleségül vette a 19 éves Hedwig Pinkust. Két lányuk született, Stephanie és Marianne.
Laboratóriumi munkája közben Ehrlich megfertőződött a tüdőbaj kórokozójával és 1888-89-ben, orvosi tanácsra, éghajlatváltozás céljából Egyiptomba utazott.

## Intézeti munkássága

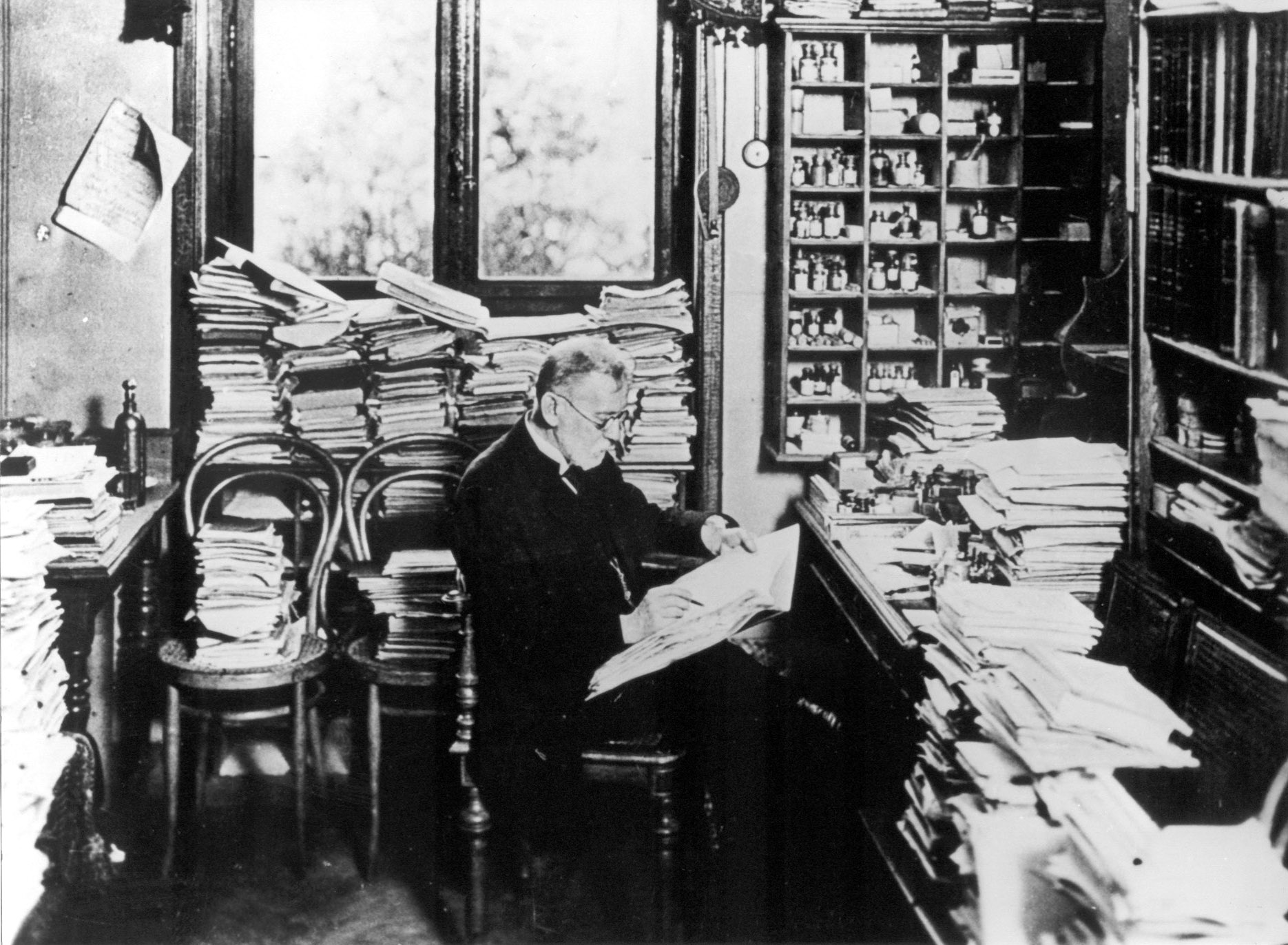
Ehrlich a dolgozószobájában (1910)

Visszatérése után magánpraxisba kezdett és Berlin-Steglitzben kis laboratóriumot nyitott. 1890-ben ismét a Friedrich Wilhelm Egyetem ajánlott neki tanári állást, 1891-ben pedig Robert Koch hívta meg az általa vezetett Fertőző Betegségek Intézetébe (Preußisches Institut für Infektionskrankheiten). 1896-ban Ehrlich lett az igazgatója az akkor alapított Szérumkutató- és Vizsgáló Intézetnek (Institut für Serumforschung und Serumprüfung).
1894-ben Emil von Behringgel közösen kidolgozott egy hatékony szérumot a diftéria ellen. A két kutató később összekülönbözött; Von Behring nem volt hajlandó elismerni hozzájárulását, míg Ehrlich fenntartotta, hogy ő állította elő először az emberekben is hatékony szérumot. Von Behring végül egyedül kapott orvosi Nobel-díjat 1901-ben a diftéria elleni harcáért. 1896-ban Ehrlich kidolgozott egy módszert a diftériatoxin elleni szérum erősségének meghatározására, amivel lehetővé vált annak gyógyszerként való standardizálása.
Ezen munkái alapján tette közzé az immunitás oldallánc-elméletét: eszerint a vér sejtjein kis oldalláncok vannak (ma makromolekulának mondanánk), ezekhez köt vegyileg a toxin. A toxinoknak kitett sejt újabb oldalláncokat növeszt, amelyek letörnek, és a vérplazmában úszva megkötik a szabad toxinmolekulákat.
1899-ben Ehrlich sikeresen alkalmazta a szövetfestésben gyakran használt metilénkéket két maláriás beteg kezelésére.
Abban az évben az intézetet Frankfurt am Mainba költöztették és átnevezték Kísérletes Terápiai Intézetre (Institut für Experimentelle Therapie). 1906-ban Ehrlich lett a vezetője az intézete szomszédságában létesített Georg-Speyer-Hausnak, a magánalapítvány által finanszírozott kutatóintézetnek. Itt fedezte fel 1909-ben munkatársaival együtt a szifilisz első specifikus gyógyszerét, a Salvarsant.
1908-ban immunológiai kutatásai elismeréseképpen Ilja Mecsnyikovval közösen elnyerte a fiziológiai Nobel-díjat.
A német állam is elismerte eredményeit; 1897-ben titkos orvostanácsossá, 1907-ben tanácsossá, 1911-ben pedig a legmagasabb civil ranggal jutalmazva tényleges titkos tanácsossá léptették elő.
Nagy munkabírású, fáradhatatlan kutató volt, összesen 81 akadémiának volt tényleges, levelező vagy tiszteletbeli tagja, közte az MTA-nak is. Erős dohányos volt, naponta 25 szivart szívott el.

## Kései évei

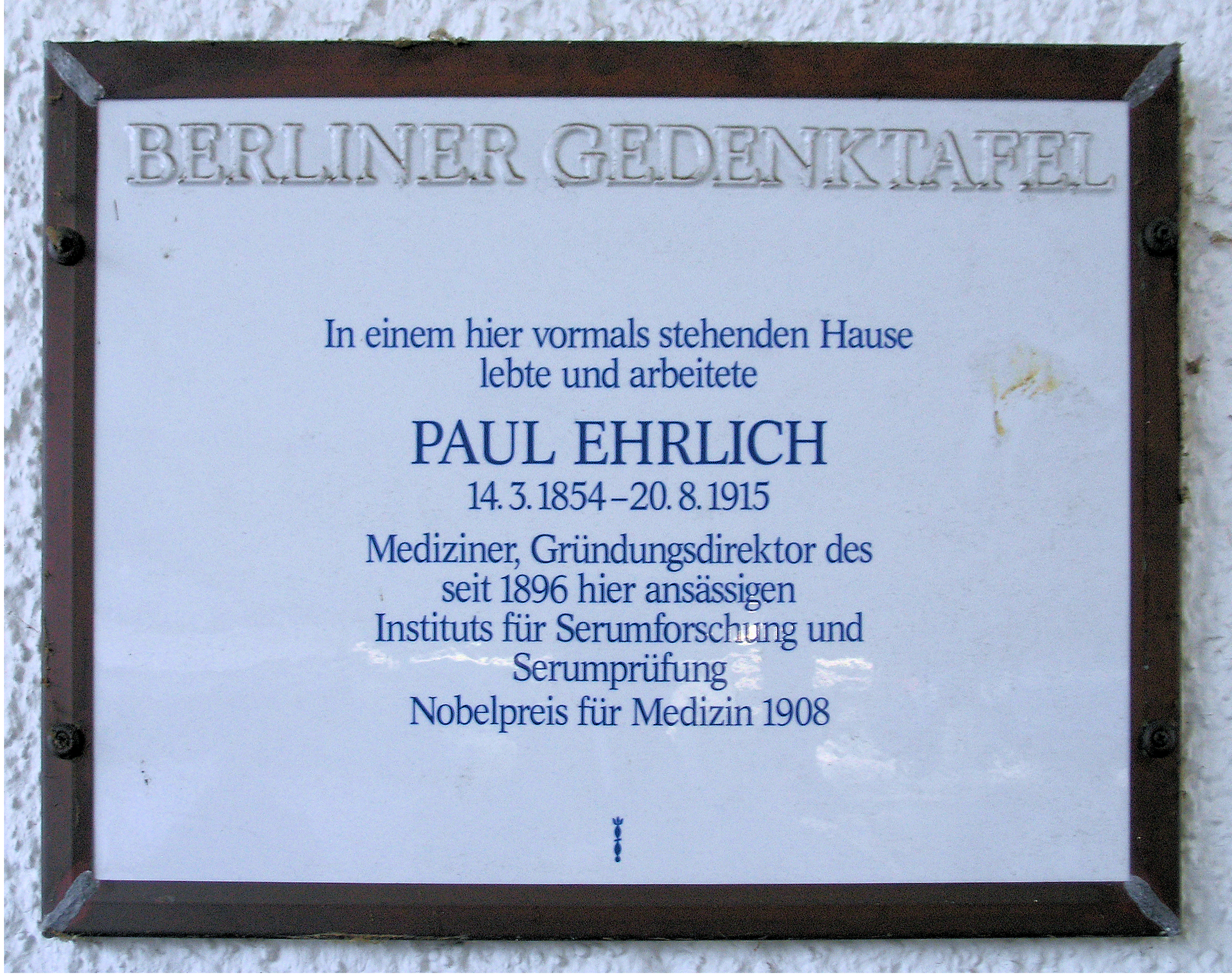
Paul Ehrlich emléktáblája Berlinben

Az első világháború kitörése után aláírta a Kilencvenhármak Manifesztumát, amiben a neves német tudósok és művészek tagadták, hogy a német hadsereg jogtalanul támadt volna Belgiumra, valamint felelősségét a belga lakosság elleni terrorcselekményekben és a leuveni mészárlásban és gyújtogatásban. 1914 karácsonyán Paul Ehrlich kisebb infarktuson esett át, amiből még felépült; de a következő év augusztusában Bad Homburgba utazott pihenni és ott végzetes szívroham érte. A Frankfurt am Main-i zsidó temetőben helyezték örök nyugalomra.

## Emlékezete
- A Holdon krátert neveztek el róla.
- Munkássága színhelyén emléktáblát avattak tiszteletére.
- Megjelenítették a német kétszázmárkás bankjegyen.

## Magyarul megjelent művei
- Paul Ehrlich–Hata Sahachiro: A spirillumos betegségek syphilis, visszatérő láz, tyukspirillosis, framboesia vegyi úton való kísérletes gyógyítása; ford. Marschalkó Tamás; Hegedüs–Sándor, Debrecen, 1911

## Fordítás
- Ez a szócikk részben vagy egészben  a   Paul Ehrlich című angol Wikipédia-szócikk ezen változatának fordításán alapul.  Az eredeti cikk szerkesztőit annak laptörténete sorolja fel. Ez a jelzés csupán a megfogalmazás eredetét és a szerzői jogokat jelzi, nem szolgál a cikkben szereplő információk forrásmegjelöléseként.